# Abdul Wahid Aziz
Abdul Wahid Aziz (in arabo عبدالواحد عزيز‎?; Bassora, 1931 – Baghdad, 19 luglio 1982) è stato un sollevatore iracheno.

## Biografia
Nato nel 1931 a Bassora, in Iraq, nel 1959, a 28 anni, vinse una medaglia di bronzo ai Mondiali di Varsavia nei pesi leggeri (fino a 67,5 kg.).
L'anno successivo partecipò ai Giochi olimpici di Roma 1960, vincendo la medaglia di bronzo nei pesi leggeri, dove alzò 380 kg. nel totale su tre prove, chiudendo 3º dietro al sovietico Viktor Bušuev e al singaporiano Tan Howe Liang. La sua fu la prima, e attualmente unica, medaglia olimpica vinta da un atleta iracheno.
Morì nel 1982, a 51 anni.